# Karl Steinhoff (Politiker)

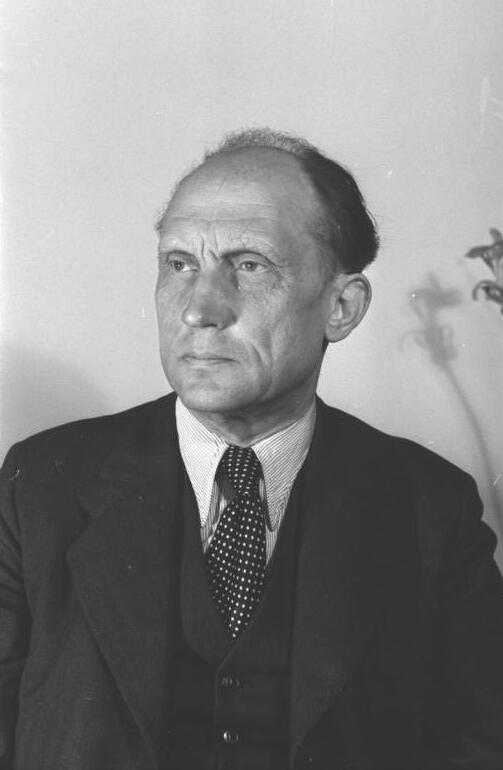
Karl Steinhoff (1951)

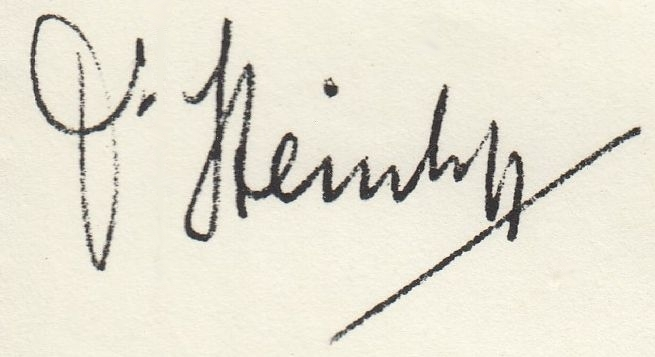
Signatur Karl Steinhoff

Karl Steinhoff (eigentlich Carl; * 24. November 1892 in Herford, Westfalen; † 19. Juli 1981 in Wilhelmshorst bei Potsdam) war ein deutscher Jurist, Politiker (SPD, ab 1946 SED) und Hochschullehrer. Nach dem Zweiten Weltkrieg war er von 1946 bis 1949 der erste Ministerpräsident der Provinz Brandenburg bzw. danach des Landes Brandenburg sowie von 1949 bis 1952 der erste Minister des Inneren der DDR.

## Leben
Der Beamtensohn Steinhoff studierte 1910–1921 Rechtswissenschaften an den Universitäten Freiburg im Breisgau, München, Königsberg, Berlin und Münster. Das Studium unterbrach er für die Teilnahme am Ersten Weltkrieg, während der beiden letzten Kriegsjahre diente er in der Verwaltung der Kaiserlichen Werft Wilhelmshaven. Nach Kriegsende promovierte Steinhoff 1921 zum Dr. jur. Nach Ablegen der großen juristische Staatsprüfung im selben Jahr arbeitete er zunächst als Hilfskraft im Reichsministerium des Inneren und für Justiz.
Im Jahr 1923 trat Steinhoff in die Sozialdemokratische Partei Deutschlands (SPD) ein. Im selben Jahr wurde er Legationssekretär der Sächsischen Gesandtschaft in Berlin, 1924 wurde er als Regierungsrat in die Amtshauptmannschaft Zittau Zittau versetzt. 1926 wechselte er in den Dienst des Freistaats Preußen, zunächst als Landrat in Zeitz. Ab 1928 war er als Regierungs-Vizepräsident im ostpreußischen Regierungsbezirk Gumbinnen und ab 1929 als Vize-Oberpräsident der Provinz Ostpreußen in Königsberg tätig. Beim Preußenschlag 1932 beurlaubt, wurde er im Folgejahr im Zuge ihrer Machtergreifung von den Nationalsozialisten endgültig aus dem Staatsdienst entlassen. Auch die Zulassung als Rechtsanwalt war ihm im NS-Staat verboten. In den Jahren 1940 bis 1945 war Steinhoff Syndikus einer Kartonagengroßhandlung in Berlin. 
Die Sowjetische Militäradministration (SMAD) setzte ihn 1945 als Präsidenten der Provinzialverwaltung Mark Brandenburg ein, ab 1946 war er Ministerpräsident der Provinz bzw. des Landes Brandenburg. Die Zwangsvereinigung von SPD und KPD zur SED im Jahr 1946 befürwortete Steinhoff im Glauben, eine Einigkeit von SPD und KPD hätte eine Machtergreifung Hitlers verhindert. „Auf der letztlich gescheiterten gesamtdeutschen Ministerpräsidentenkonferenz 1947 hat er beherzt für die deutsche Einheit gestritten.“ Als Ministerpräsident der damaligen Mark Brandenburg sprach er sich 1947 für die Gründung einer deutschen Zentralverwaltung aus. Steinhoff war Abgeordneter des Landtags Brandenburg und von 1948 bis 1954 Mitglied des Deutschen Volksrates und der aus ihr hervorgegangenen Volkskammer.
Nach Gründung der DDR 1949 war Steinhoff bis 1952 ihr erster Innenminister. Er unterzeichnete im Juli 1951 eine Verordnung des von ihm geleiteten Innenministeriums, wonach der Verkehr von Kraftfahrzeugen, „die in der DDR oder im demokratischen Sektor von Berlin zugelassen“ waren, „zwischen dem Gebiet der DDR und dem demokratischen Sektor von Groß-Berlin durch die Westsektoren ... ab sofort verboten“ wurde. Er entwickelte 1951 ein Fünf-Punkte-Programm und sprach sich darin für neue Organisationsformen in der Verwaltung aus sowie für die „Sicherung der demokratischen Gesetzlichkeit“. Aus „Gesundheitsgründen“ trat er am 9. Mai 1952 zurück. Tatsächlich handelte es sich laut Elke Reuters und Helmut Müller-Enbergs’ Eintrag im Handbuch Wer war wer in der DDR? eher um eine „fristlose Kündigung“ auf Veranlassung des SED-Generalsekretärs Walter Ulbricht.
In der SED war er von 1949 bis 1954 Mitglied des Zentralkomitees, wobei er dem Politbüro der SED bis 1950 als Kandidat angehört hatte. Von 1949 bis 1955 war er Professor für Verwaltungsrecht an der Humboldt-Universität zu Berlin. Steinhoff wirkte im Friedensrat der DDR im Bezirk Potsdam mit.

## Ehrungen
Steinhoff erhielt den Vaterländischen Verdienstorden (1962), die Ehrenspange zum Vaterländischen Verdienstorden (1967) und den Karl-Marx-Orden (1972).

## Grab
Begraben wurde Steinhoff ebenso wie seine Frau Margarete, eine Schwester des Architekten Karl Tobisch-Labotýn, auf dem Friedhof der evangelischen Kirchengemeinde in Wilhelmshorst, heute ein Ortsteil von Michendorf.

## Werke
- Alfredo Panzini, Francesco Pastonchi: Italienische Novellen. Übersetzt von Carl Steinhoff. Märkischer Verlag, Wilhelmshorst 1997, ISBN 3-931329-02-X (mit Lebenslauf verfasst von Steinhoffs Sohn Rudolf sowie Beitrag von Hans-Joachim Schreckenbach über die Lage in Brandenburg von 1945 bis 1949)